# Gonialoe variegata
Ailes de faisan, Aloès à gorge de perdrix, Aloès panaché, Aloès tigré
Espèce
Gonialoe variegata, les Ailes de faisan, l’Aloès à gorge de perdrix, l’Aloès panaché ou l’Aloès tigré, est une espèce de plantes à fleurs de la famille des Asphodelaceae. Il s'agit d'une succulente à feuilles persistantes pérenne, originaire d'Afrique du Sud et de Namibie. Elle est commune en culture.

## Description
Gonialoe variegata est un sous-arbrisseau qui atteint environ 20-30 cm, avec des feuilles disposées en trois rangs. Les nouvelles feuilles apparaissent individuellement au fil du temps à partir du centre de la plante, aplatissant les feuilles plus anciennes et les poussant vers l'extérieur en spirale. Chaque feuille est d'un vert intense, avec des bandes vert clair irrégulières composées de taches ovales amalgamées et légèrement surélevées, et de fines dentelures de couleur claire similaires le long de chaque bord. Chez les plantes matures, les feuilles extérieures, et donc les plus anciennes, mesurent 10 à 15 cm de long et environ 3 à 6 cm de large à la base. En fonction des traumatismes, de l'espace, de la disponibilité en eau ou même de la vieillesse, les feuilles extérieures dépérissent, deviennent brun doré et se ratatinent.
Les plantes atteignent la maturité au bout de trois à sept ans, là encore en fonction de l'espace, de la lumière du soleil et de l'eau disponibles, et commencent alors à émettre des racèmes de fleurs. Les fleurs se développent en grappe à la tête du racème et sont espacées du fait de son allongement rapide.

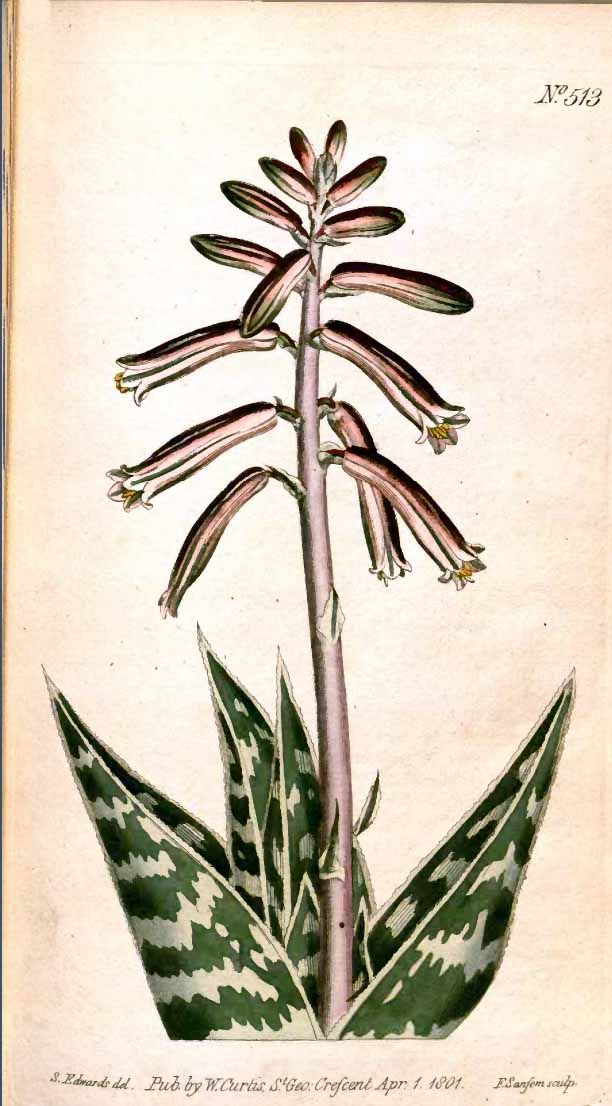
Gonialoe variegata, illustration de 1801.

Les fleurs sont orange, disposées en un racème d'environ 20-30 cm de hauteur. Dans son habitat naturel en Afrique australe, les fleurs sont produites de juillet à septembre.

## Culture
Dans les régions tempérées, elle peut être cultivée en plein air pendant les mois d'été. Cependant, elle ne tolère pas les froids inférieurs à 5 °C ou les conditions humides, et nécessite la protection d'une vitre en hiver. En culture au Royaume-Uni, cette plante a reçu le Royal Horticultural Society's Award of Garden Merit en 1993.

## Répartition et habitat

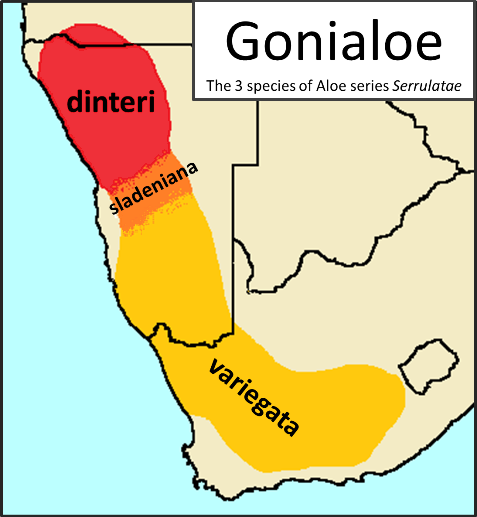
En jaune, aire de répartition de Gonialoe variegata.

Gonialoe variegata est originaire de la région aride du Karoo en Afrique du Sud. Cette plante est présente dans les régions sèches du Cap occidental, du Cap oriental, du Cap septentrional et de l'État libre (province sud-africaine). Elle pousse généralement sur des terrains rocheux et des affleurements où elle peut pousser entre des rochers, mais elle peut également pousser sur des sols à drainage rapide, tels que les sols sablonneux. On la trouve généralement à l'abri semi-ombragé des crevasses des rochers ou des arbustes, qui lui offrent une certaine protection contre le Soleil.
Cette espèce prédomine dans les régions à précipitations hivernales. Au nord, lorsque le climat se transforme progressivement en un climat à précipitations estivales, cette espèce est remplacée par son espèce sœur Gonialoe sladeniana (dans la région à précipitations intermédiaires) qui laisse ensuite progressivement la place à Gonialoe dinteri dans les zones à précipitations estivales de l'extrême nord de la Namibie.
La première mention de cette espèce figure dans le journal de Simon van der Stel (le premier gouverneur du Cap), lors d'un voyage en 1685 à Namaqualand dans le Cap Nord. En outre, il s'agit de l'une des espèces cultivées dans le jardin de la Compagnie néerlandaise des Indes orientales au Cap en 1695.

## Écologie
Les fleurs d’Aloès étant généralement de couleur rougeâtre, les oiseaux sont attirés par le nectar qu'elles produisent et sont probablement les principaux pollinisateurs de la plante. Les autres créatures qui visitent les fleurs sont généralement des insectes tels que les abeilles, les guêpes, les coléoptères et les fourmis.

## Systématique
Le nom correct complet (avec auteur) de ce taxon est Gonialoe variegata (L.) Boatwr. (d) & J.C.Manning (d).
L'espèce a été initialement classée dans le genre Aloe sous le basionyme Aloe variegata L..
Gonialoe variegata variegata faisait autrefois partie de la série Serrulatae d'espèces Aloe très proches, avec Aloe dinteri et Aloe sladeniana. Des études phylogénétiques récentes ont montré que ces trois espèces pourraient constituer un genre entièrement distinct, portant le nom de « Gonialoe » ». Bien que cette espèce ressemble beaucoup à ses deux espèces sœurs, elle s'en distingue facilement par son inflorescence plus courte et plus robuste, avec des fleurs roses plus grand,.
Ce taxon porte en français les noms vernaculaires ou normalisés suivants : ailes de faisan, aloès à gorge de perdrix, aloès panaché, aloès tigré.
En anglais, cette plante porte les noms vernaculaires normalisés suivants : Tiger aloe, Partridge-breasted aloe.
Gonialoe variegata a pour synonymes :
- Aloe ausana Dinter
- Aloe punctata Haw.
- Aloe variegata subsp. haworthii
- Aloe variegata var. haworthii A.Berger
- Aloe variegata L.
- Tulista variegata (L.) G.D.Rowley